# Escuela Kei

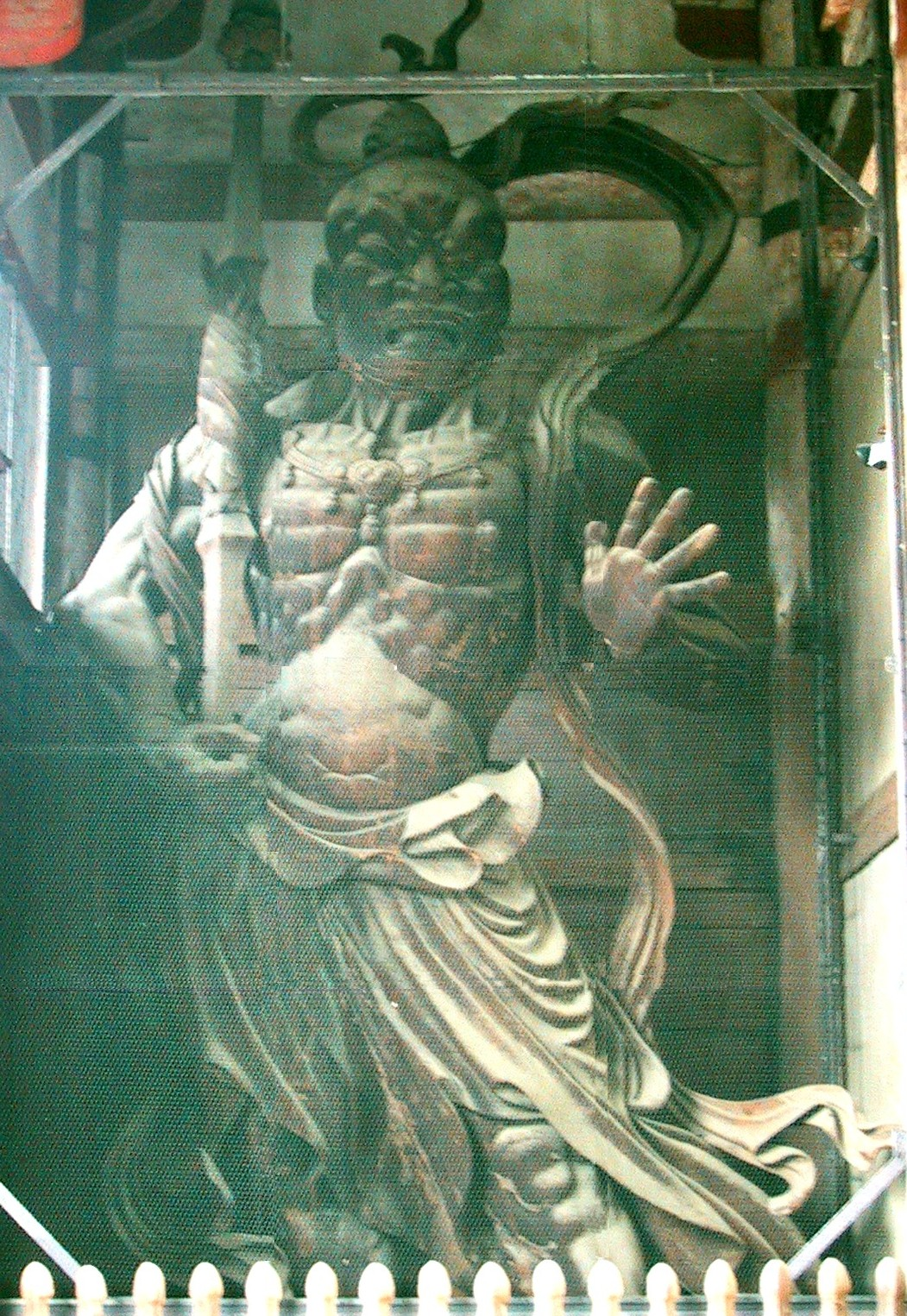
Uno de los Kongo Rikishi esculpidos por Unkei en Tōdai-ji, Nara (1203).

La Escuela Kei (慶派 Kei-ha?) de escultura se desarrolló en la ciudad de Nara (Japón) durante el Período Kamakura (1185-1333). Vinculada al budismo, la mayoría de su producción se encaminó a imágenes de Buda y figuras relacionadas con esta religión.
La escuela Kei recibió ciertas influencias de la escuela Jōchō del Período Heian (794-1185), caracterizado por un estilo grácil y esbelto, logrando unas perfectas proporciones anatómicas y un gran sentido del movimiento. El taller de Jōchō introdujo las técnicas yosegi y warihagi, consistentes en dividir la figura en dos bloques que posteriormente se unían para tallarlas, evitando así su posterior resquebrajamiento, uno de los principales problemas de las figuras de gran tamaño. Estas técnicas permitían igualmente un montaje en serie, y se desarrollaron con gran éxito en la escuela Kei.
Durante la Guerra Genpei (1180-1185) gran parte de las ciudades de Nara y Kyōto fueron destruidas. A la escuela Kei se le concedió la oportunidad de restaurar los templos más grandes de Nara, el Tōdai-ji y el Kōfuku-ji, proyectos que se prolongaron hasta inicios del siglo XIII y supusieron la elaboración de gran cantidad de esculturas.
La escultura Kei se caracterizó por su realismo, con obras de gran calidad donde destacó el escultor Unkei, autor de las estatuas de los monjes Muchaku y Seshin (templo Kōfuku-ji), así como imágenes de los Kongo Rikishi (espíritus guardianes), como las dos colosales estatuas situadas en la entrada del templo Tōdai-ji (1199), de 8 metros de altura. El estilo de Unkei, influido por la escultura china de la dinastía Song,  era de gran realismo, captando a la vez el más detallado estudio fisonómico con la expresión emotiva y la espiritualidad interior del individuo retratado. Se llegó incluso a incrustar cristales oscuros en los ojos, para dar mayor expresividad. La obra de Unkei supuso el inicio del retratismo japonés. Continuó su obra su hijo Tankei, autor del Kannon Senju para el templo Sanjūsangen-dō. Otros exponentes de la escuela fueron Kōkei y Kaikei.